# Ołeksandr Kazaniuk
Ołeksandr Fedorowycz Kazaniuk, ukr. Олександр Федорович Казанюк (ur. 4 stycznia 1978 roku) – ukraiński piłkarz, grający na pozycji obrońcy, a wcześniej pomocnika.

## Kariera piłkarska
Wychowanek amatorskiego klubu Zoria Humań, w którym w 1995 rozpoczął karierę piłkarską. Potem występował w amatorskich drużynach KChP Talne i Illicziweć Humań. W 2003 został piłkarzem Dnipra Czerkasy. Latem 2005 przeszedł do FK Ołeksandrija. Na początku 2009 został zaproszony do Tawrii Symferopol, w barwach którego 28 lutego 2009 debiutował w Premier-lidze. Ale latem 2009 powrócił do PFK Oleksandria, w którym pełni od lat funkcje kapitana drużyny. Na początku stycznia 2012 opuścił klub z Oleksandrii.

## Sukcesy i odznaczenia

### Sukcesy klubowe
- mistrz Pierwszej Lihi: 2011